# Consejería de Empleo, Empresa y Trabajo Autónomo de la Junta de Andalucía
La Consejería de Empleo, Empresa y Trabajo Autónomo es el departamento de la Junta de Andalucía encargado de las competencias autonómicas en materia de coordinación e impulso del Servicio Andaluz de Empleo; relaciones laborales; condiciones de trabajo; mediación, arbitraje y conciliación; programas de tiempo libre; prevención de riesgos laborales; seguridad y salud en el trabajo; igualdad de trato y de oportunidades en el ámbito laboral; Inspección de Trabajo y Seguridad Social; formación profesional para el empleo; trabajo autónomo y autoempleo; economía social y, en especial, cooperativas y sociedades laborales; fomento de las capacidades de las empresas andaluzas; fomento de las políticas de incentivos para el empleo; promoción y desarrollo del empleo local; comercio y artesanía.
Recibe este nombre desde el 8 de agosto de 2022; entre el 25 de julio, inicio de la XII legislatura (2022-2026), hasta la citada fecha, recibió los nombres de Consejería de Empleo, Empresas y Trabajadores Autónomos y Consejería de Empleo, Empresas y Trabajo Autónomo.
La titular de la consejería y máxima responsable es Rocío Blanco Eguren y tiene su sede en la avenida de Albert Einstein, 4, en la isla de La Cartuja (Sevilla).

## Historia
La Consejería de Empleo, Empresas y Trabajadores Autónomos fue creada el 26 de julio de 2022, día de entrada en vigor mediante publicación en el BOJA del Decreto del Presidente 10/2022, de 25 de julio, sobre reestructuración de Consejerías. No obstante, su titular y sus competencias fueron modificadas, al día siguiente, el 27 de julio, por corrección de errores del Decreto del Presidente 11/2022, de 25 de julio, por el que se designan los Consejeros y las Consejeras de la Junta de Andalucía y del Decreto primero citado, estableciendo finalmente el artículo 5 de este que 

"Corresponden a la Consejería de Empleo, Empresas y Trabajo Autónomo las competencias actualmente atribuidas a la Consejería de Empleo, Formación y Trabajo Autónomo, incluyendo la formación profesional para el empleo como principal política activa de empleo existente, salvo las competencias en materia de juventud. Igualmente, se le atribuyen las competencias hasta ahora asignadas a la Consejería de Transformación Económica, Industria, Conocimiento y Universidades en materia de comercio y artesanía. Así mismo, será competencia de esta Consejería el fomento de las capacidades de las empresas andaluzas, contribuyendo a la mejora de su competitividad y de su capacidad de crecimiento mediante la gestión de las correspondientes ayudas de carácter transversal, actualmente atribuidas a la actual Consejería de Transformación Económica, Industria, Conocimiento y Universidades, sin perjuicio de las competencias de la nueva Consejería de Universidad, Investigación e Innovación".
Corrección de errores del Decreto del Presidente 10/2022, de 25 de julio, sobre reestructuración de Consejerías

El 8 de agosto modificó su denominación para titularse definitivamente Consejería de Empleo, Empresa y Trabajo Autónomo. Este fue modificado en varias ocasiones desde su presentación hasta su aprobación inicial.
En la presentación del nuevo Consejo de Gobierno, que tuvo lugar el 25 de julio a partir de las 12:30, el ya Presidente anunció la Consejería de Empleo, Empresa y Trabajadores Autónomos. Dicha información quedó también recogida en nota de prensa publicada en el portal de la Junta, si bien aún variaba entre "Empresas", según la imagen que la ilustraba, y "Empresa", de acuerdo con el listado de nombres de las Consejerías y sus titulares.
Ya de noche, en torno a las 22:30, tras la polémica suscitada por el nombre de la Consejería de Inclusión Social, Juventud, Familias e Igualdad[cita requerida], la denominación de la Consejería pasó de "Trabajadores Autónomos" a "Trabajo Autónomo", pero aún con idénticas variaciones entre "Empresas" y "Empresa".
Al día siguiente, el 26 de julio, el BOJA publicó la creación de la Consejería de Empleo, Empresas y Trabajadores Autónomos; un día después, mediante la corrección de errores antes señalada, esta cambiaba a Consejería de Empleo, Empresas y Trabajo Autónomo; el 8 de agosto fue renombrada definitivamente como Consejería de Empleo, Empresa y Trabajo Autónomo.

## Estructura
De acuerdo con el Decreto 155/2022, de 9 de agosto, por el que se regula la estructura orgánica de la Consejería de Empleo, Empresa y Trabajo Autónomo, la Consejería, bajo la superior dirección de su titular, se estructura para el ejercicio de sus competencias en los siguientes órganos directivos: 
- Viceconsejería.
  - Secretaría General de Empresa y Trabajo Autónomo. 
    - Dirección General de Trabajo Autónomo y Economía Social.
    - Dirección General de Incentivos para el Empleo y Competitividad Empresarial.
    - Dirección General de Comercio.

  - Secretaría General de Servicio Público de Empleo y Formación.
    - Dirección General de Formación Profesional para el Empleo.

  - Secretaría General Técnica.
  - Dirección General de Trabajo, Seguridad y Salud Laboral.

### Entes adscritos a la Consejería
Quedan adscritas a la Consejería las siguientes entidades:
- Servicio Andaluz de Empleo (SAE) (adscrito a través de la Secretaría General de Servicio Público de Empleo y Formación).
- Instituto Andaluz de Prevención de Riesgos Laborales (bajo dirección, control y tutela de la Dirección General de Trabajo, Seguridad y Salud Laboral).
- Andalucía Emprende, Fundación Pública Andaluza (adscrita a través de la Secretaría General de Empresa y Trabajo Autónomo).
- Consejo Económico y Social de Andalucía (adscrito a través de la Viceconsejería).
- Consejo Andaluz de Relaciones Laborales y su Sistema Extrajudicial de Resolución de Conflictos Laborales de Andalucía (SERCLA) (adscrito a través de la Viceconsejería).
- Consorcio Centro de Formación Medioambiental y Desarrollo Sostenible (FORMADES) (adscrito a través de la Secretaría General de Servicio Público de Empleo y Formación).
- Consorcio Centro de Formación en Comunicaciones y Tecnologías de la Información de Málaga (FORMAN) (adscrito a través de la Secretaría General de Servicio Público de Empleo y Formación).

## Consejeros
| Imagen                                               | Nombre                                             | Mandato                                            | Mandato                                            | Mandato                                            | Partido                                            | Partido                                            | Presidente de la Junta | Presidente de la Junta                       | Monarca                   | Ref.   |
| Imagen                                               | Nombre                                             | Nombramiento                                       | Cese                                               | Duración                                           | Partido                                            | Partido                                            | Presidente de la Junta | Presidente de la Junta                       | Monarca                   | Ref.   |
| ---------------------------------------------------- | -------------------------------------------------- | -------------------------------------------------- | -------------------------------------------------- | -------------------------------------------------- | -------------------------------------------------- | -------------------------------------------------- | ---------------------- | -------------------------------------------- | ------------------------- | ------ |
| Consejería de Trabajo                                |                                                    |                                                    |                                                    |                                                    |                                                    |                                                    |                        |                                              |                           |        |
|                                                      | Carlos Navarrete Merino (n. 1938)                  | 2 de junio de 1978                                 | 2 de junio de 1979                                 | 1 año                                              |                                                    | PSOE-A                                             |                        | Plácido Fernández Viagas (1978-1979)         | Juan Carlos I (1975-2014) |        |
| Consejería de Industria                              |                                                    |                                                    |                                                    |                                                    |                                                    |                                                    |                        |                                              | Juan Carlos I (1975-2014) |        |
|                                                      | Tomás García García (n. 1911)                      | 2 de junio de 1979                                 | 4 de agosto de 1982                                | 3 años y 63 días                                   |                                                    | PCE                                                |                        | Rafael Escuredo Martínez (1979-1984)         | Juan Carlos I (1975-2014) |        |
| Consejería de Trabajo y Seguridad Social             |                                                    |                                                    |                                                    |                                                    |                                                    |                                                    |                        | Rafael Escuredo Martínez (1979-1984)         | Juan Carlos I (1975-2014) |        |
|                                                      | Joaquín Jesús Galán Pérez (n. 1942)                | 4 de agosto de 1982                                | 30 de julio de 1986                                | 3 años y 360 días                                  |                                                    | PSOE-A                                             |                        | Rafael Escuredo Martínez (1979-1984)         | Juan Carlos I (1975-2014) |        |
|                                                      | Joaquín Jesús Galán Pérez (n. 1942)                | 4 de agosto de 1982                                | 30 de julio de 1986                                | 3 años y 360 días                                  | José Rodríguez de la Borbolla (1984-1990)          | PSOE-A                                             |                        |                                              | Juan Carlos I (1975-2014) |        |
| Consejería de Trabajo y Previsión Social             |                                                    |                                                    |                                                    |                                                    |                                                    |                                                    |                        |                                              | Juan Carlos I (1975-2014) |        |
|                                                      | José María Romero Calero (n. 19¿?)                 | 30 de julio de 1986                                | 1 de marzo de 1988                                 | 1 año y 215 días                                   |                                                    | PSOE-A                                             |                        |                                              | Juan Carlos I (1975-2014) |        |
| Consejería de Equipo y Trabajo                       |                                                    |                                                    |                                                    |                                                    |                                                    |                                                    |                        |                                              | Juan Carlos I (1975-2014) |        |
|                                                      | José María Romero Calero (n. 19¿?)                 | 1 de marzo de 1988                                 | 30 de agosto de 1990                               | 2 años y 182 días                                  |                                                    | PSOE-A                                             |                        |                                              | Juan Carlos I (1975-2014) |        |
| Consejería de Trabajo                                |                                                    |                                                    |                                                    |                                                    |                                                    |                                                    |                        |                                              | Juan Carlos I (1975-2014) |        |
|                                                      | Francisco Oliva García (n. 1946)                   | 30 de agosto de 1990                               | 2 de agosto de 1994                                | 3 años y 337 días                                  |                                                    | PSOE-A                                             |                        | Manuel Chaves González (1990-2009)           | Juan Carlos I (1975-2014) |        |
| Consejería de Trabajo y Asuntos Sociales             |                                                    |                                                    |                                                    |                                                    |                                                    |                                                    |                        | Manuel Chaves González (1990-2009)           | Juan Carlos I (1975-2014) |        |
|                                                      | Ramón Marrero Gómez (n. 1956)                      | 2 de agosto de 1994                                | 17 de abril de 1996                                | 1 año y 259 días                                   |                                                    | PSOE-A                                             |                        | Manuel Chaves González (1990-2009)           | Juan Carlos I (1975-2014) |        |
| Consejería de Trabajo e Industria                    |                                                    |                                                    |                                                    |                                                    |                                                    |                                                    |                        | Manuel Chaves González (1990-2009)           | Juan Carlos I (1975-2014) |        |
|                                                      | Guillermo Gutiérrez Crespo (n. 1950)               | 17 de abril de 1996                                | 29 de abril de 2000                                | 4 años y 12 días                                   |                                                    | PSOE-A                                             |                        | Manuel Chaves González (1990-2009)           | Juan Carlos I (1975-2014) |        |
| Consejería de Empleo y Desarrollo Tecnológico        |                                                    |                                                    |                                                    |                                                    |                                                    |                                                    |                        | Manuel Chaves González (1990-2009)           | Juan Carlos I (1975-2014) |        |
|                                                      | José Antonio Viera Chacón (n. 1946)                | 29 de abril de 2000                                | 25 de abril de 2004                                | 3 años y 362 días                                  |                                                    | PSOE-A                                             |                        | Manuel Chaves González (1990-2009)           | Juan Carlos I (1975-2014) |        |
| Consejería de Empleo                                 |                                                    |                                                    |                                                    |                                                    |                                                    |                                                    |                        | Manuel Chaves González (1990-2009)           | Juan Carlos I (1975-2014) |        |
|                                                      | Antonio Fernández García (n. 1956)                 | 25 de abril de 2004                                | 22 de marzo de 2010                                | 5 años y 331 días                                  |                                                    | PSOE-A                                             |                        | Manuel Chaves González (1990-2009)           | Juan Carlos I (1975-2014) |        |
|                                                      | Antonio Fernández García (n. 1956)                 | 25 de abril de 2004                                | 22 de marzo de 2010                                | 5 años y 331 días                                  | José Antonio Griñán Martínez 2009-2013)            | PSOE-A                                             |                        |                                              | Juan Carlos I (1975-2014) |        |
| Consejería de Economía, Innovación, Ciencia y Empleo |                                                    |                                                    |                                                    |                                                    |                                                    |                                                    |                        |                                              | Juan Carlos I (1975-2014) |        |
|                                                      | Antonio Ávila Cano (n. 1965)                       | 22 de marzo de 2010                                | 9 de septiembre de 2013                            | 3 años y 171 días                                  |                                                    | PSOE-A                                             | [ 13 ]                 |                                              | Juan Carlos I (1975-2014) |        |
|                                                      | José Sánchez Maldonado (n. 1952)                   | 9 de septiembre de 2013                            | 9 de junio de 2017                                 | 3 años y 273 días                                  |                                                    | PSOE-A                                             |                        | Susana Díaz Pacheco (2013-2019)              | Felipe VI (2014-presente) | [ 14 ] |
| Consejería de Empleo, Empresa y Comercio             |                                                    |                                                    |                                                    |                                                    |                                                    |                                                    |                        | Susana Díaz Pacheco (2013-2019)              | Felipe VI (2014-presente) |        |
|                                                      | Javier Carnero Sierra (n. 1969)                    | 9 de junio de 2017                                 | 22 de enero de 2019                                | 1 año y 227 días                                   |                                                    | PSOE-A                                             | [ 15 ]                 | Susana Díaz Pacheco (2013-2019)              | Felipe VI (2014-presente) |        |
| Consejería de Empleo, Formación y Trabajo Autónomo   | Consejería de Empleo, Formación y Trabajo Autónomo | Consejería de Empleo, Formación y Trabajo Autónomo | Consejería de Empleo, Formación y Trabajo Autónomo | Consejería de Empleo, Formación y Trabajo Autónomo | Consejería de Empleo, Formación y Trabajo Autónomo | Consejería de Empleo, Formación y Trabajo Autónomo |                        | Juan Manuel Moreno Bonilla (2019-actualidad) | Felipe VI (2014-presente) |        |
|                                                      | Rocío Blanco Eguren (n. 1966)                      | 22 de enero de 2019                                | 26 de julio de 2022                                | 3 años y 185 días                                  |                                                    | Cs                                                 | [ 16 ]                 | Juan Manuel Moreno Bonilla (2019-actualidad) | Felipe VI (2014-presente) |        |
| Consejería de Empleo, Empresa y Trabajo Autónomo     |                                                    |                                                    |                                                    |                                                    |                                                    |                                                    |                        | Juan Manuel Moreno Bonilla (2019-actualidad) | Felipe VI (2014-presente) |        |
|                                                      | Rocío Blanco Eguren (n. 1966)                      | 26 de julio de 2022                                | En el cargo                                        | 2 años y 235 días                                  |                                                    | PP-A                                               | [ 16 ]                 | Juan Manuel Moreno Bonilla (2019-actualidad) | Felipe VI (2014-presente) |        |